# Єськін Юрій Петрович
Юрій Петрович Єськін (нар. 6 лютого 1947, Київ, УРСР) — радянський футболіст, півзахисник, український футбольний тренер.

## Кар'єра гравця
Вихованець київського «Динамо». У 1965 році зіграв 1 матч, в якому відзначився голом, у складі другої команди киян, решту ж часу виступав лише за резервний склад першої динамівської команди. У 1969 році перейшов до харківського «Металіста». Потім захищав кольори сумського «Спартака» та хмельницького «Динамо». Однак у вересні 1973 року перейшов до івано-франківського «Спартака», в складі якого й завершив кар'єру професіонального футболіста. В 1978 році виступав за аматорський колектив «Червоний екскаватор» (Київ).

## Кар'єра тренера
По завершенні ігрової кар'єри розпочав тренерську діяльність. У 2001 році зайняв посаду головного тренера третьої команди київського «Динамо». З 2005 року допомагав тренувати третю команду. По завершенні сезону 2007/08 років «Динамо-3» відмовилося від подальшої участі в Другій лізі чемпіонату України. З літа 2008 року працює дитячим тренером у ДЮСШ «Динамо» (Київ).